# فیلیپسبورگ، سینت مارتن
فیلیپسبورگ، سینت مارتن (به لاتین: Philipsburg, Sint Maarten) یک منطقهٔ مسکونی در پادشاهی هلند است که در مستعمره سینت مارتن واقع شده‌است.

## خصوصیات
فیلیپسبورگ ۱٬۳۳۸ نفر جمعیت دارد.